# 絨皮鮋
絨皮鮋，又稱疣鮋，是輻鰭魚綱鮋形目鮋亞目鮋科的其中一種。

## 分布
本魚分布於西太平洋區，包括日本長崎縣以南、台灣、中國、南海、澳洲、新喀里多尼亞等海域。

## 深度
水深8~30公尺。

## 特徵
本魚體延長為長紡綞形，略側扁。頭稍小，背緣微斜近似直線狀，頭上有鈍突起而無尖棘；前鰓蓋骨有5鈍棘。口甚斜，腭骨無齒。體無鱗，有許多絨毛狀小突起。背鰭起點在眼後緣上方，硬棘短弱，第三至第四硬棘間有一大凹刻，軟條部末端與尾鰭相連；臀鰭稍長，無顯著的硬棘；胸鰭中大，無游離鰭條；腹鰭小，僅一枚硬棘、二枚軟條。體一致黑褐色，體側上半部散在小黑點，各鰭色暗。最大體長10公分。

## 生態
主要棲息在沙質底或礁沙混合區，游泳能力差，一般皆以偽裝伺機捕食甲殼類。

## 經濟利用
不具任何經濟價值。